# William Culbertson III
William Culbertson III (Filadelfia, 18 novembre 1905 – Chicago, 16 novembre 1971) è stato un biblista e vescovo anglicano statunitense della Chiesa Riformata Episcopale, e quinto Presidente del Moody Bible Institute di Chicago.

## Biografia
Figlio unico di Bill e di Lidia Roper, nel 1927 si diplomò al seminario della Chiesa Riformata, a Filadelfia. Fu ordinato diacono e prestò il suo servizio ministeriale nella Grace Reformed Episcopal Church di Collingdale, in Pennsylvania. Nel 1929 divenne sacerdote, e il 16 marzo sposò Catharine Gantz.
L'anno seguente accettò la nomina a rettore della chiesa episcopale di San Giovanni a Mare di Ventnor City, nel New Jersey. Nel 1933, divenne sacerdote della Chiesa della Redenzione di Filadelfia. Nel 1939 conseguì il baccalaureato alla Temple University locale, mentre il seminario convertì il suo diploma in un Bachelor of Divinity, conferendogli anche un dottorato in teologia onorario.
Fu lettore per 12 anni al Seminario della Chiesa Episcopale Riformata, insegnando varie materie (catechismo, greco e inglese biblico, teologia e geografia biblica), senza ottenere mai una docenza di ruolo.

Nel 1937, Culbertson fu eletto vescovo e capo del Sinodo di New York e Filadelfia, finché nel 1942 divenne presidente del Moody Bible Institute di Chicago.
Alla morte del pastore evangelista William Henry Houghton nel 1948, gli succedette alla presidenza dell'istituto, e fu il secondo membro della Chiesa Episcopale a ricoprire tale posizione fino al suo pensionamento nel 1970. Nel corso della sua gestione, l'istituto acquisì una reputazione internazionale, aprendo cinque nuovi plessi nella città di Chicago per ospitare oltre 1.000 studenti iscritti. La radio fu una delle nuove materie di insegnamento, negli anni in cui Culbertson teneva una seguita rubrica settimanale alla WMBI-AM di Chicago.
Nel 1971 divenne rettore dell'istituto, dopo essere stato un richiesto conferenziere e membro della Accrediting Association of Bible Colleges.
Si spense allo Swedish Covenant Hospital di Chicago, il 16 novembre 1971.

## Opere
- (EN) William Culbertson, God's Provision for Holy Living, Chicago, Moody Press, 1957, OCLC 254869583.
- (EN) William Culbertson, The faith once delivered; keynote messages from Moody Founder's Week, 1ª ed., Chicago, Moody Press, 1964.[7]